# Peixotoa cordistipula
Peixotoa cordistipula är en tvåhjärtbladig växtart som beskrevs av Adrien Henri Laurent de Jussieu. Peixotoa cordistipula ingår i släktet Peixotoa och familjen Malpighiaceae. Inga underarter finns listade i Catalogue of Life.